# Gregório Pedro XV Agagianian
Gregório Pedro XV Agagianian (Akhaltsikhe, 18 de setembro de 1895 – Roma, 16 de maio de 1971) foi o 15º. patriarca da Cilícia da Igreja Católica Armênia e cardeal da Igreja Católica Apostólica Romana.

## Vida
Krikor Bedros Aghajanian (em armênio/arménio:  Գրիգոր Պետրոս ԺԵ Աղաճանեան) nasceu Ghazaros Aghajanian numa família etnicamente armênia no território atual da Geórgia, à epoca parte do Império Russo. Completou seus estudos no seminário de Tíflis e na Pontifícia Universidade Urbaniana De Propaganda Fide, em Roma.
Em 23 de dezembro de 1917, ele foi ordenado sacerdote. De 1918 a 1921, trabalhou como pastor em Tíflis, antes de se tornar membro e vice-reitor do Pontifício Colégio Armênio em Roma, de 1921 a 1932, e depois reitor entre 1932 e 1937. Em 5 de agosto de 1932, ele tornou-se um Camareiro Privado de Sua Santidade o Papa Pio XI. Em 1935, foi visitante apostólico do Instituto Patriarcal Católico Armênio em Bzoummar, perto de Beirute (Líbano).
Em 11 de julho de 1935, o papa Pio XI o nomeou bispo titular de Comana Armeniae. A ordenação episcopal ocorreu no dia 21 de julho do mesmo ano, pelo arcebispo Sergius Abrahamian, bispo auxiliar armênio em Roma; os co-consagradores foram o Arcebispo Bartolomeo Cattaneo, Tesoureiro da Câmara Apostólica, e o Arcebispo Pietro Pisani, Delegado das Igrejas Orientais em Roma. Seu lema episcopal era Justice et Pax ("Justiça e Paz"). Em 30 de novembro de 1937, o Santo Sínodo da Igreja Católica Armênia elegeu Agagianian como Patriarca Católico Armênio da Cilícia. Esta eleição foi confirmada em 13 de dezembro pela Santa Sé.
No consistório de 18 de fevereiro de 1946, o papa Pio XII criou Agagianian como cardeal-padre com a igreja titular de São Bartolomeu na Ilha Tiberina. Em 2 de julho de 1955, o Papa nomeou-o Presidente da Comissão para a Revisão do Codex das Igrejas Orientais (Codex Canonum Ecclesiarum Orientalium). Foi nomeado Pro-Prefeito da Congregação para a Evangelização dos Povos em 18 de junho de 1958, e prefeito em 18 de julho de 1960 pelo Papa João XXIII.
No conclave de 1958 e no conclave de 1963, Agagianian foi considerado candidato conservador do Colégio de Cardeais.
Agagianian também atuou como legado papal no Congresso Mariano em 31 de janeiro de 1959 em Saigon e do Congresso em homenagem ao 1.500º aniversário da morte de São Patrício, padroeiro da Irlanda, de 15 a 23 de junho de 1961 em Dublin. No Concílio Vaticano II (1962-1965), atuou como um dos quatro apresentadores do conselho e teve parte significativa na preparação do decreto missionário. Em 25 de agosto de 1962, renunciou a sua posição como Patriarca Católico Armênio da Cilícia. Em 1967 e 1969, Agagianian tomou parte no Sínodo dos Bispos no Vaticano. Ele renunciou ao cargo de prefeito da Congregação para a Evangelização dos Povos em 19 de outubro de 1970. Papa Paulo VI criou-o em 22 de outubro de 1970, Cardeal-Bispo de Albano.
Gregório Pedro  XV Cardeal Agagianian morreu em 16 de maio de 1971 em Roma, e foi enterrado na igreja armênia de São Nicolau de Tolentino.
Em 4 de fevereiro de 2020,  cardeal Angelo De Donatis, vigário do Papa para a Diocese de Roma, publicou um edito para reunir material escrito do servo de Deus Gregorio Pietro XV Agagianian, para serem anexados ao seu processo de beatificação e canonização.